# Landkreis Freudenstadt
Landkreis Freudenstadt är ett distrikt i Baden-Württemberg, Tyskland.

## Infrastruktur
Motorvägen A81 går igenom distriktet.
1. ↑  GeoNames, 2005, Geonames-ID: 2924895, läs online och läs online.[källa från Wikidata]
2. ↑  läs online, www.destatis.de .[källa från Wikidata]
3. ↑  hämtat från: tyskspråkiga Wikipedia.[källa från Wikidata]